# Triclistus crassus
Triclistus crassus là một loài tò vò trong họ Ichneumonidae.